# Ke patine la risa
Ke Patine La Risa es el primer álbum de la banda de rock chilena Tronic, lanzado el año 2003. Fue grabado, mezclado y producido por la misma banda en los estudios de Pelúa Records. El álbum está principalmente compuesto en el software Fruity Loops, bajo el nombre de Ciro Longa, y contiene pistas de audio tanto extraídas de diferentes partes como grabadas por los miembros de la banda.

## Lista de canciones
| N.º | Título                                     | Duración |  |
| 1.  | «Safrín»                                   | 1:01     |  |
| 2.  | «Otra Vez»                                 | 2:28     |  |
| 3.  | «Combo Final»                              | 3:01     |  |
| 4.  | «Malos Amigos»                             | 2:15     |  |
| 5.  | «Sería Tan Bueno»                          | 2:14     |  |
| 6.  | «Hoy»                                      | 2:13     |  |
| 7.  | «Kerida»                                   | 2:26     |  |
| 8.  | «Diosito»                                  | 2:16     |  |
| 9.  | «Capitán Caribe»                           | 3:12     |  |
| 10. | «Zem Zem»                                  | 3:12     |  |
| 11. | «Laiyop»                                   | 2:18     |  |
| 12. | «Chichavino»                               | 2:06     |  |
| 13. | «Pitijuay»                                 | 2:08     |  |
| 14. | «Punkirock»                                | 1:58     |  |
| 15. | «Supervelocidad»                           | 0:53     |  |
| 16. | «Tele Culiá»                               | 3:18     |  |
| 17. | «La final» (Trae el track oculto "Melani") | 6:23     |  |

En el 2004 sacaron una versión mejorada del album, llamada "Ke Patine La Risa (Activado)"

## Ke Patine la Risa (Activado)
| N.º | Título                                                    | Duración |  |
| 1.  | «Otra Vez»                                                | 2:25     |  |
| 2.  | «Combo Final»                                             | 2:58     |  |
| 3.  | «Malos Amigos»                                            | 2:12     |  |
| 4.  | «Sería Tan Bueno»                                         | 2:11     |  |
| 5.  | «Hoy»                                                     | 2:11     |  |
| 6.  | «Kerida»                                                  | 2:23     |  |
| 7.  | «Diosito»                                                 | 2:23     |  |
| 8.  | «Capitán Caribe»                                          | 3:08     |  |
| 9.  | «Zem Zem»                                                 | 3:10     |  |
| 10. | «Laiyop»                                                  | 2:15     |  |
| 11. | «Chichavino»                                              | 2:03     |  |
| 12. | «Pitijuay»                                                | 2:05     |  |
| 13. | «Punkirock»                                               | 1:55     |  |
| 14. | «Super Velocidad»                                         | 0:50     |  |
| 15. | «Tele Culiá»                                              | 3:15     |  |
| 16. | «Saigo No Ichigeki» (Versión en Japonés de "Combo Final") | 2:59     |  |
| 17. | «Paul»                                                    | 3:44     |  |
| 18. | «Pitijuay(en vivo)»                                       | 2:12     |  |
| 19. | «Por Ella»                                                | 3:26     |  |
| 20. | «Melani»                                                  | 2:23     |  |

## Sencillos
- Otra Vez, 2003
- Combo Final, 2003
- Malos Amigos, 2003

## Recepción
No existen muchas reseñas que opinen del álbum, pero si existen algunas en el sitio web Rate Your Music. Lamentablemente, "Ke Patine la Risa" obtuvo algunas reseñas negativas por parte de los usuarios, basándose en "sus letras con falta de significado, composición básica, escritura lírica muy pobre, referencias muy mal redactadas", etc. 
De los pocos comentarios, se aclara que el álbum tiene buenas canciones, pero nada más que eso, y que sólo contiene canciones memorables. De las pocas canciones del álbum, se basó en canciones como "Combo Final", "Malos Amigos" y "Zem Zem" (y algunas otras canciones) como las más memorables del álbum.
Sin embargo, en Internet, se pueden encontrar usuarios de otros sitios que afirman gustarle el álbum, y desde este momento, Tronic consiguió una base de fanáticos algo grande, llegando a gente de Chile, Argentina, México, etc., llegando a tener algunas reseñas positivas en sitios como YouTube.

## Créditos
- Rodrigo Vizcarra (Rigo) - Voz y Bajo
- Gustavo Labrín (Chavin) - Voz y Guitarra
- Carlos Lamas (Carlitos) - Guitarra
- Ciro Longa - Batería